# ФК Байер (Леверкузен)
„Байер 04“ (Леверкузен) (на немски: Bayer 04 Leverkusen Fußball GmbH) е футболен клуб от Германия базиран в град Леверкузен той е един от най-известните в страната. В последното десетилетие отборът дори стана един от най-богатите в света.

## История
През 1903 г. идва идеята за спортен клуб във фирмата за лекарства Байер установена в града. Тя е реализирана едва година по-късно, а футболната секция е основана чак през 1907 г. През 1928 г. футболистите от спортния клуб основават ШФ Байер 04 Леверкузен като новият клуб взима цветовете на стария – черно и червено. През 30-те клубът играе в четвърта и трета дивизия, а през 1936 г. печели промоция за втора дивизия. В същата година се появява добре познатия „Байер“ кръст на герба на клуба. Първото участие на знаменития отбор в най-горна дивизия е през 1951 г. и играят там до 1956 г. след тези успехи отборът изпада с две дивизии и остава във втората половина на таблицата.
През 1968 г. Фирмения Клуб печели промоция за второто ниво на Бундеслигата, но така и не успява да влезе в Бундеслигата и отново изпада, но за кратко като през 1973 отново влизат във втория ешелон вече наричащ се Втора Бундеслига. Леверкузен влиза в Първа Бундеслига за първи път през сезон 1979/80. В средата на 80-те отборът вече се е установил в първата половина на таблицата и е един от постоянните в Лигата, а през 1984 г. двата спортни клуба на Леверкузен се обединяват. Доказателство за установяването си в Бундеслигата е спечелената от отбора Купа на УЕФА през 1988 след драматични два финала и победа след дузпи над Еспаньол. През същата година Райнард Калмунд става старши треньор на клуба като това е едно от знаковите събития за отбора от Леверкузен. Под ръководството на Калмунд са спечелени половината от големите успехи на отбора. След обединението на двете Германий в отбора са привлечени много от звездите на Източна Германия, а треньорът се сприятелява с един от най-добрите бразилски мениджъри, което води до идването на много от бразилските звезди на БайАрена. Привличат се и доказаните играчи Руди Фьолер и Бернд Шустер. Тези действия са неизбежно последвани от големи успехи за клуб като Байер печелейки Купата на Германия.
През 1996 г. клубът замалко не изпада, но по-късно се стабилизира и под ръководството на Кристоф Даум и звезди като Михаел Балак, Емерсон и Зе Роберто клубът отново става фактор в първенството. В периода между 1997 и 2002 клубът завършва винаги в челната четворка на Лигата. 2002 г. е знакова за отбора от Рур. През сезон 2001/2002 Байер за пореден път участва в Шампионската лига, като този път достига до финала, но е победен трудно от Реал Мадрид след инфарктни минути и гол на Зинедин Зидан. През този сезон в първенството на страната клубът е на крачка от шампионска титла, но шампионатът е решен в последния кръг в полза на Борусия Дортмунд. През същия сезон Фирмения клуб губи и финал за Купата на Германия и така се превръща в големия губещ, след като изпуска и трите трофея, за които се бори до последно. От този сезон отборът започва бавен спад в нивото си и след неуспешни участия в Шампионската лига продава звезди като Димитър Бербатов и Михаел Балак.
Отборът постепенно се утвърждава като средняк в Бундеслигата и редовен участник в Купата на УЕФА. След колебливо представяне в първото десетилетие на XX в, през сезон 2010/11 тимът отново стига до сребърните медали в Бундеслигата, като бива изпреварен единствено от категоричния отбор на 'Боруия Дортмунд', който завоюва титлата предсрочно.

## Срещи с български отбори
Отборът на „Байер 04“ се е срещал с български отбори в официални срещи.

### „Лудогорец“
С „Лудогорец“ се е срещал два пъти в официални мачове от груповата фаза на Лига Европа през сезон 2018 – 2019 г. Първият се играе на 20 септември 2018 г. в Разград и завършва 3 – 2 за „Байер 04“. Вторият се играе на 29 ноември 2018 г. в Леверкузен и завършва 1 – 1 .

### ЦСКА
През сезон 2005/2006 ФК Байер (Леверкузен) губи с 1 на 0 от ЦСКА София на стадион Българска армия (стадион)
С ЦСКА София се среща два пъти в турнира за Купата на УЕФА през сезон 2005/2006 г.

## Трофеи

### Национални
- Шампион на Германия
  - Победител (1 път): 2023/24
- Купа на Германия
  - Победител (2 пъти): 1992/93, 2023/24
- Суперкупа на Германия
  - Победител (1 път): 2024
  - Финалист (1 път): 1993

### Европейски
- Купа на УЕФА / Лига Европа
  - Победител (1 път): 1987/88
  - Финалист (1 път): 2023/24
- Шампионска лига
  - Финалист (1 път): 2001/02

## Състав

### Настоящ състав
Към 11 август 2025 г.

## Български футболисти
- Димитър Бербатов: 2001-2006 (154 мача/69 гола)